# Aplousobranchia
Ordre
Les Aplousobranchia constituent un ordre (ou selon les classifications, sous-ordre) de tuniciers de la classe des ascidies.

## Liste des familles
Selon World Register of Marine Species (24 septembre 2023) :
- famille Clavelinidae Forbes & Hanley, 1848
- famille Diazonidae Seeliger, 1906
- famille Didemnidae Giard, 1872
- famille Euherdmaniidae Ritter, 1904
- famille Holozoidae Berrill, 1950
- famille Placentelidae Kott, 1992
- famille Polycitoridae Michaelsen, 1904
- famille Polyclinidae Milne-Edwards, 1841
- famille Protopolyclinidae Kott, 1992
- famille Pseudodistomidae Harant, 1931
- famille Ritterellidae Kott, 1992
- famille Stomozoidae Kott, 1990
- famille Vitrumidae Kott, 2009

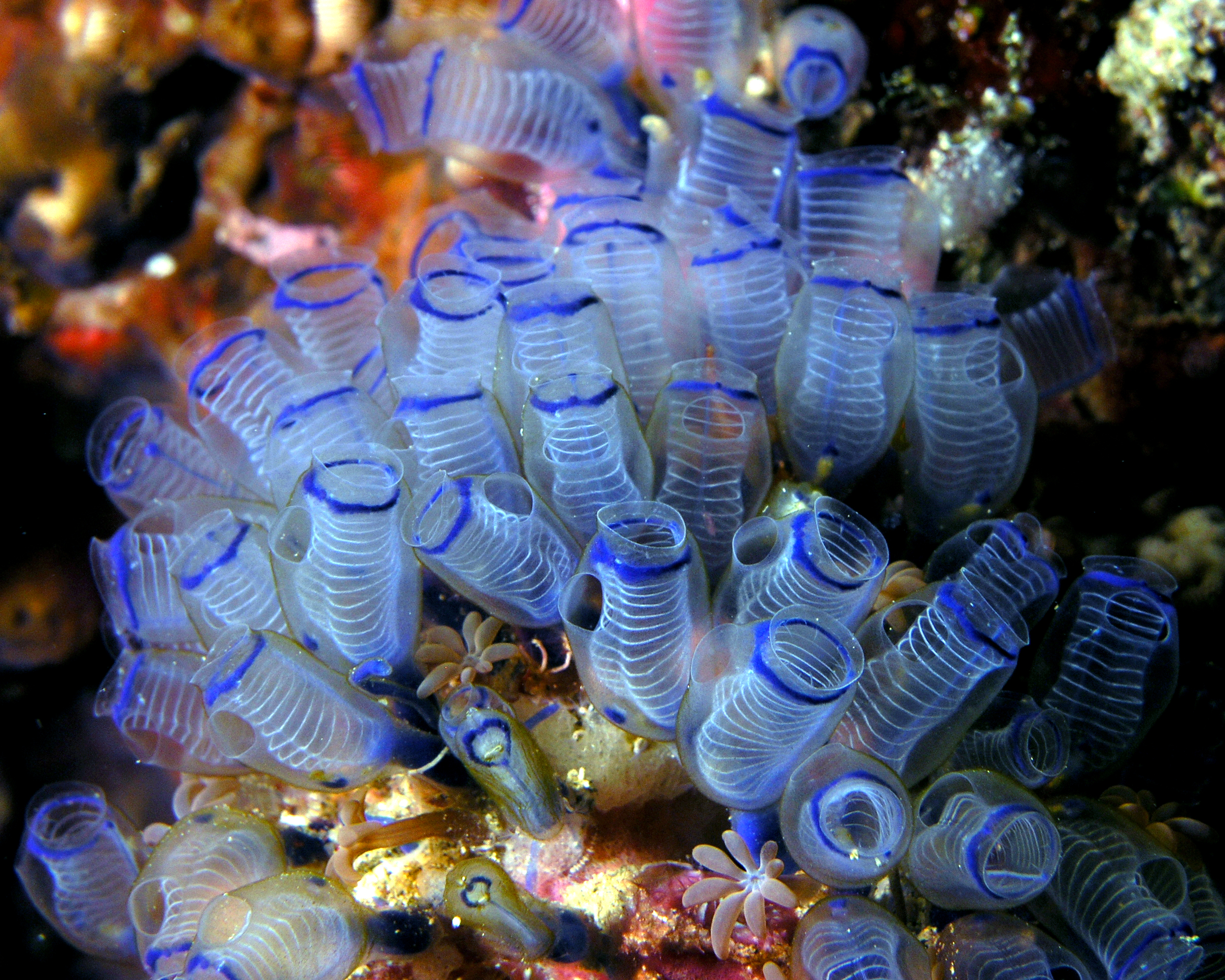
Clavelina moluccensis (Clavelinidae)
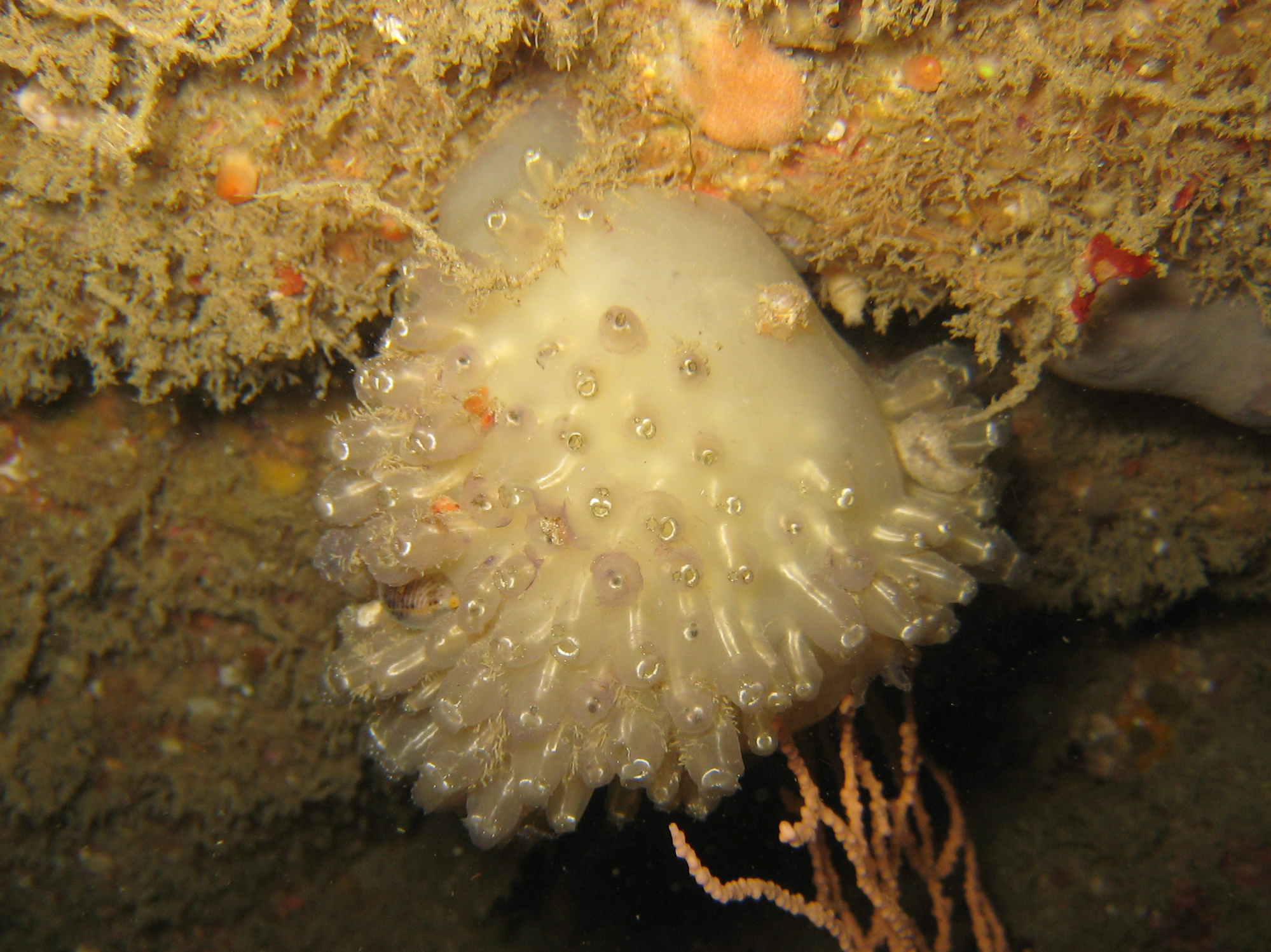
Diazona violacea (Diazonidae)
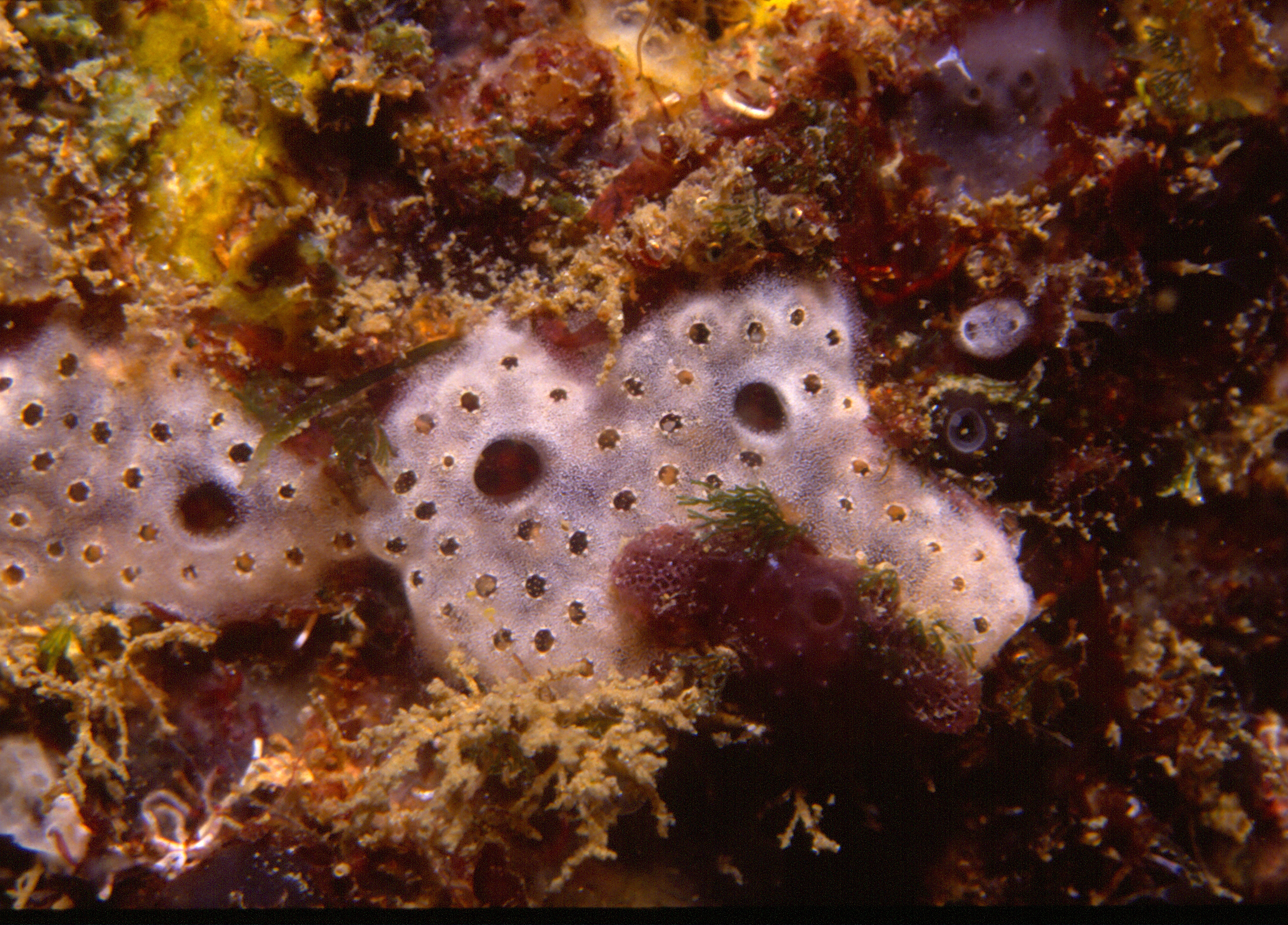
Didemnum maculosum (Didemnidae)
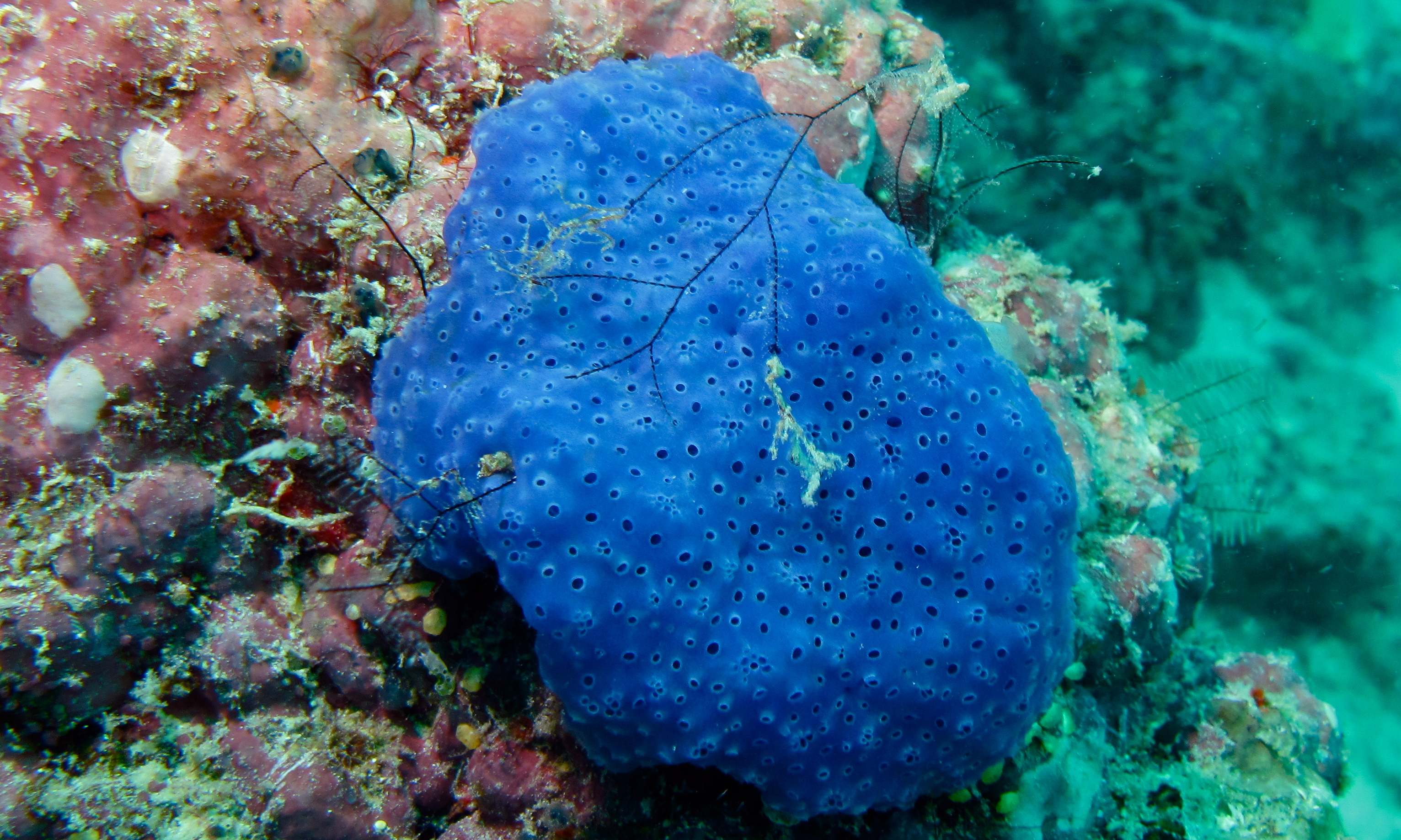
Eudistoma sp. (Polycitoridae)
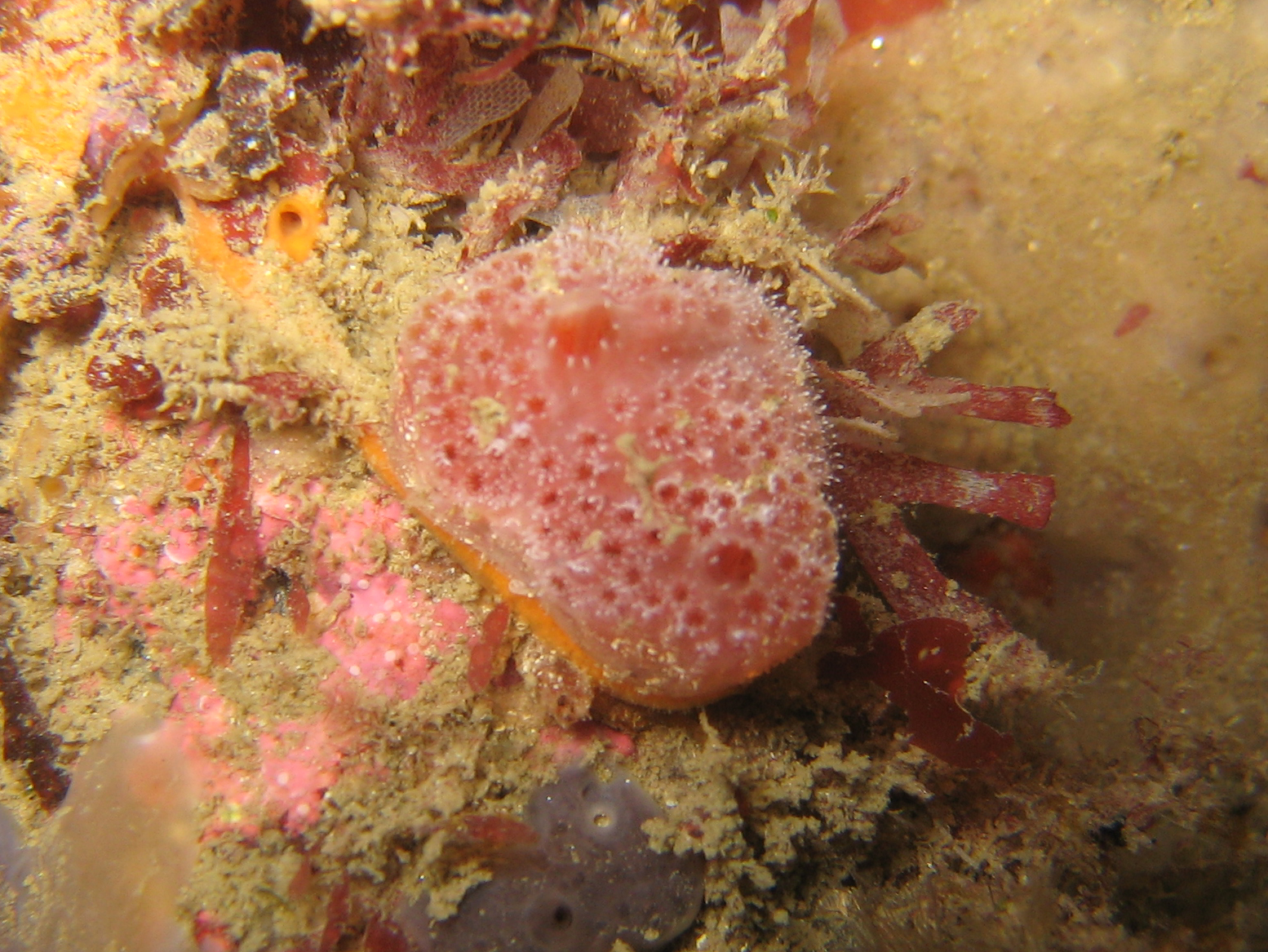
Aplidium elegans (Polyclinidae)